# Progress M-27M
Progress M-27M (em russo:  Прогресс М-27М), identificado pela NASA como Progress 59 ou 59P, foi um foguete Progress usado pela Agência Espacial Federal Russa (Roscosmos) em uma tentativa mal sucedida de reabastecer a Estação Espacial Internacional (ISS) em 2015. O Progress M-27M foi lançado em 28 de abril de 2015, com encontro planejado de 6 horas com a ISS.
Durante o lançamento o foguete atingiu a órbita terrestre baixa, mas um defeito próximo ao final do estágio superior da fase de combustão, pouco antes da separação do foguete progresso, gerou um campo de detritos espaciais que deixou o foguete girando e impossível de ser completamente controlado. A Roscosmos diz que o voo a partir do Cosmódromo de Baikonur, Cazaquistão, até o espaço, foi normal. Porém, 1,5 segundo antes da separação da nave do foguete, houve perda de dados do sistema que enviava informações para a Terra. Foi assim considerado como perda total.
Segundo o SatView, site de rastreamento mundial de satélites, o início de sua reentrada na atmosfera da Terra ocorreu por volta das 21h20 do dia 07/05/2015, no Mar de Bering, entre o Alasca e a Rússia.
Em comunicado, a Roscosmos disse: "A nave Progress M-27M deixou de existir às 05h04 de Moscou (23h04 Brasília de quinta-feira) de 8 de maio de 2015. Sua entrada na atmosfera ocorreu sobre a parte central do Pacífico."
O Progress M-27M é o vigésimo sétimo foguete Progress-M 11F615A60, com o número serial 426. Foi construído pela RKK Energia.

## Lançamento
O foguete foi lançado em 28 de abril de 2015 às 07:09 GMT do Cosmódromo de Baikonur, Cazaquistão.

## Carga
O foguete carregava 2 357 kg (5 200 lb) de comida, combustível e suprimentos, incluindo 494 kg (1 100 lb) de propelente, 50 kg (110 lb) de oxigênio, 420 kg (930 lb) de água, e 1 393 kg (3 100 lb) de peças de reposição, aparelhos e hardware experimental para os seis membros da expedição 43 a bordo da ISS.